# I Have a Dream
I Have A Dream je sedamnaestominutni javni govor američkog svećenika Martina Luthera Kinga u kojem je govorio o svojoj želji za budućnost u kojoj crnci i bijelci, između ostalih, žive skladan suživot kao jednaki. King je govor održao 28. kolovoza 1963. godine, od početaka Lincoln Memoriala tijekom Marša na Washington za posao i slobodu. Bio je to ključni trenutak američkog pokreta za građanska prava, a govor je pratilo preko 250 000 prosvjednika. Često se smatra jednim od najvećih i najznamenitijih govora u povijesti. Bio je na vrhu američkih govora 20. stoljeća po anketi iz 1999. godine.

Predvodeći demonstracije protiv rasne segregacije u vozilima javnog gradskog prijevoza, u gradu Montgomeryju u Alabami 1955. godine, Martin Luther King je rekao: 
»Danas želim reći svim Amerikancima i svim ljudima svijeta... Naš sadašnji pokret neće zaustaviti nikakav val rasizma...«

Dodao je: 
»Mi, crni građani Montgomerija odlučili smo se na nenasilne proteste protiv nepravde koju doživljavamo u autobusima dugi niz godina.«

Jedna od najčešće citiranih rečenica iz brojnih govora Martina Luthera Kinga kojima je pokret za građanska prava vodio naprijed i držao pažnju nacije usmjerenu na pitanje jednakosti je: 
»Sanjam da će moje četvoro djece jednog dana živjeti u zemlji u kojoj neće biti suđeni po boji kože, nego po svojoj vrijednosti kao osobe...«
Četrdeset godina nakon njegovog ubojstva, mnogi snovi Martina Luthera Kinga su ostvareni, pa i onaj o prvom afro-američkom predsjedniku Sjedinjenih Američkih Država.

## Vanjske poveznice
- Video zapis govora "I Have a Dream"
- Audio zapis govora "I Have a Dream"
- Tekstualni zapis govora "I Have a Dream"